# Ordrer og mennesker
Ordrer og mennesker (russisk: Чины и люди) er en sovjetisk film fra 1929 af Jakov Protasanov.

## Medvirkende
- Mikhail Tarkhanov som Modest Aleksejevitj
- Marija Strelkova som Anna Petrovna
- Andrej Petrovskij
- N. Sjjerbakov
- Viktor Stanitsyn som Artynov